# Micrathena acuta
Micrathena acuta är en spindelart som först beskrevs av Charles Athanase Walckenaer 1842.  Micrathena acuta ingår i släktet Micrathena och familjen hjulspindlar. Inga underarter finns listade i Catalogue of Life.